# Alfred Diener

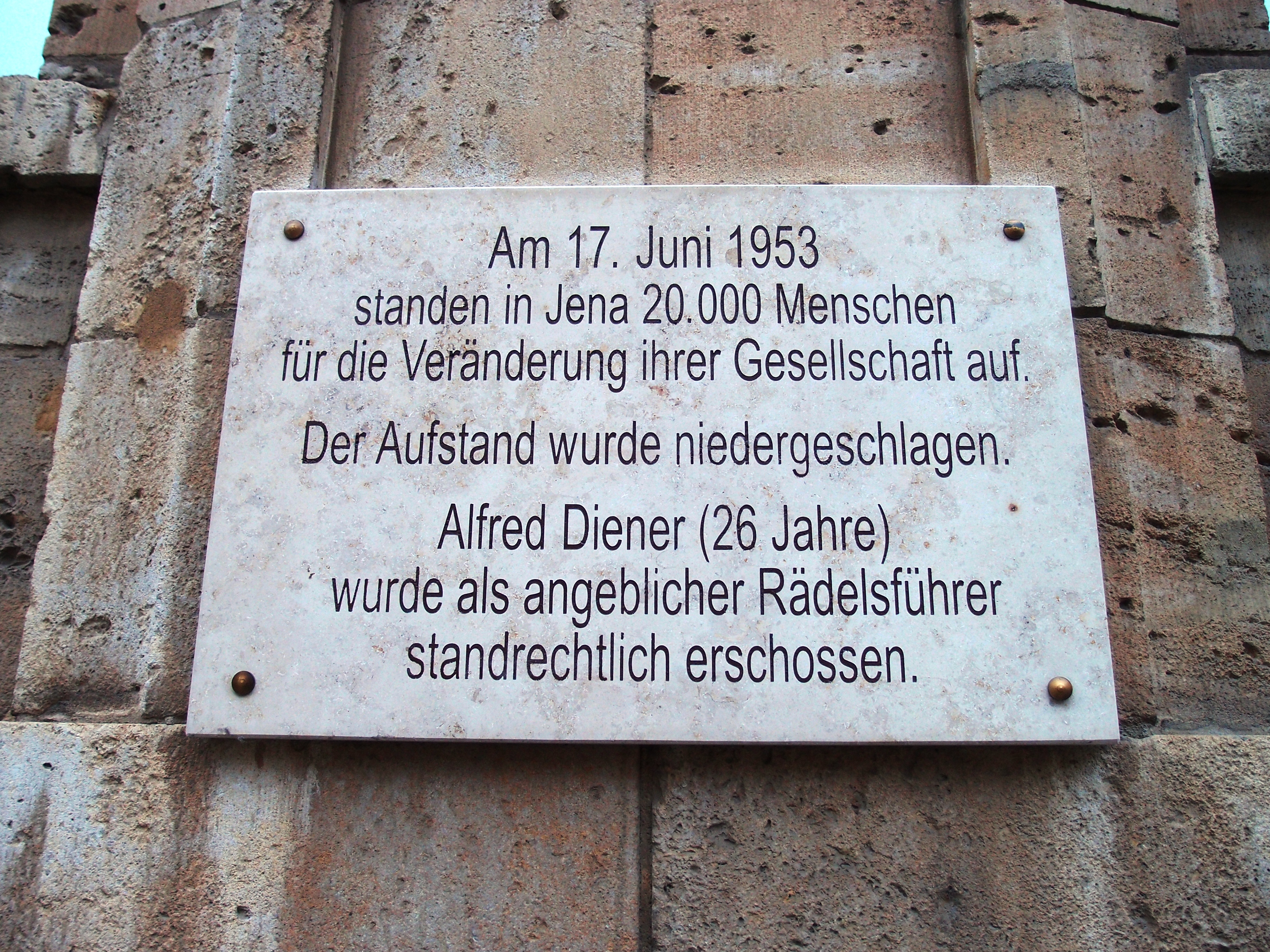
Gedenktafel für Alfred Diener am Holzmarkt in Jena.

Alfred Diener (* 1. Februar 1927 in Jena; † 18. Juni 1953 in Weimar) war ein deutscher Schlosser, der am Aufstand des 17. Juni 1953 in der Deutschen Demokratischen Republik (DDR) teilnahm, durch sowjetische Besatzungstruppen verhaftet und einen Tag später in Weimar zum Tode verurteilt und hingerichtet wurde.

## Leben
Nach dem Abschluss der Volksschule und einer Lehre als Schlosser wurde Diener in den Reichsarbeitsdienst und anschließend in die deutsche Wehrmacht eingezogen und kämpfte bis Kriegsende an der deutschen Ostfront im Zweiten Weltkrieg. Nach Ende des Kriegs wurde er zunächst Mitarbeiter der Volkspolizei (VP) in der sowjetisch besetzten Zone Deutschlands und Mitglied der Kommunistischen Partei Deutschlands (KPD), versuchte jedoch 1949 vorübergehend in Westdeutschland Fuß zu fassen, kehrte dann aber nach Jena zurück und wurde Schlosser in einer Autowerkstatt. Für den 19. Juni 1953 war seine Hochzeit geplant, zu der es nicht mehr kam.
Am 17. Juni 1953 beteiligte sich Diener im Zuge des DDR-weiten Aufstands an der Erstürmung der Kreisleitung der Sozialistischen Einheitspartei Deutschlands (SED) in Jena. Hier hatten sich etwa 20.000 Menschen an den Demonstrationen beteiligt. Diener gehörte zu einer Gruppe Demonstranten, die ein Gespräch mit lokalen SED-Funktionären führte. Gegen 14 Uhr wurde die Gruppe, zu der auch Walter Scheler gehörte, von sowjetischen Truppen verhaftet.
Am 18. Juni wurde Diener nach Weimar verbracht und noch am selben Tag zum Tode verurteilt und hingerichtet. Das Urteil wurde im Gebäude der sowjetischen Kommandantur, in dem heute das Amtsgericht Weimars untergebracht ist, vollstreckt. Der Verbleib des Leichnams ist bis heute ungeklärt. Dem Urteil lag laut späteren Angaben des damaligen Hohen Kommissars der UdSSR in Deutschland, Wladimir Semjonow, eine direkte Weisung aus Moskau zu Grunde. Noch am selben Tag wurde die Bevölkerung durch Plakate und Lautsprecherwagen über die Hinrichtung informiert.
1993 wurde eine Straße in Jena-Neulobeda nach Diener benannt und eine Gedenktafel angebracht. 1995 erklärte der Generalstaatsanwalt der Russischen Föderation das Urteil in allen Teilen für nichtig und Diener wurde postum rehabilitiert. Am 18. Juni 1996 wurde durch den Oberbürgermeister der Stadt Weimar eine weitere Gedenktafel an der Fassade des Hinrichtungsorts enthüllt.